# Parque natural de la Sierra de Castril
La Sierra de Castril es un parque natural español incluido en su totalidad en el municipio de Castril (al norte de la provincia de Granada). Está recorrido de norte a sur por el río del mismo nombre -el río Castril- y su principal característica es su espectacular relieve, fruto de la naturaleza caliza del suelo, las precipitaciones en las cumbres y la acción de las aguas.
La Sierra de Castril forma parte de la Red de Espacios Naturales Protegidos de Andalucía (RENPA) desde el año 1989, pero además ha sido reconocido por la Unión Europea como Zona de Especial Protección para las Aves (ZEPA) desde 2003 por su abundante avifauna..Está declarado como Lugar de Importancia Comunitaria (LIC) desde 2006. 
Desde el año 2017, se viene especulando con la ampliación del Parque en el área noroeste de la provincia de Granada por la Sierra de la Sagra, convirtiéndolo así un 10% más grande que el parque natural de la Sierra de Baza.

## Situación geográfica
La Sierra de Castril se encuentra en la Cordillera Prebética lindando con el parque natural de las Sierras de Cazorla, Segura y Las Villas al oeste y norte y con la Sierra de la Sagra al este y al norte de la provincia de Granada.

## Orografía
La orografía del parque natural comprende la cabecera del río Castril, según la orientación noreste del río, marcado por la Sierra de Castril, al oeste, y Sierra Seca, al este, hasta las cercanías del municipio del mismo nombre.
La abundancia de rocas duras (calizas y dolomías), principalmente desarrollado en la Sierra de Castril y Sierra Seca, origina el desarrollo del modelado kárstico, manifestándose en gran variedad de sus formas (dolinas, grutas, galerías, lapiaces, simas, uvalas...). Derivado de esta morfología existen gran cantidad de fuentes y manantiales que originan las principales corrientes de aguas superficiales, dando lugar al régimen fluvial tan característico del Parque.
Sus laderas se encuentran modeladas en función de su altitud y de su pendiente. Las que se encuentran a mayor altitud han sido modeladas por la acción del hielo-deshielo, dando lugar a numerosos canchales y derrubios. Los valles se encuentran formados por materiales sueltos, originados de la descomposición de los afloramientos rocosos.
Posee picos por encima de los 2.000 metros de altitud, tales como El Tornajuelo, Las Empanadas o el Cerro del Buitre.

## Cuevas
Posee importantes cuevas, como la Cueva del Muerto y la Cueva de Don Fernando, la de mayor longitud y profundidad de la provincia, con la Sala de la Colada.

## Flora

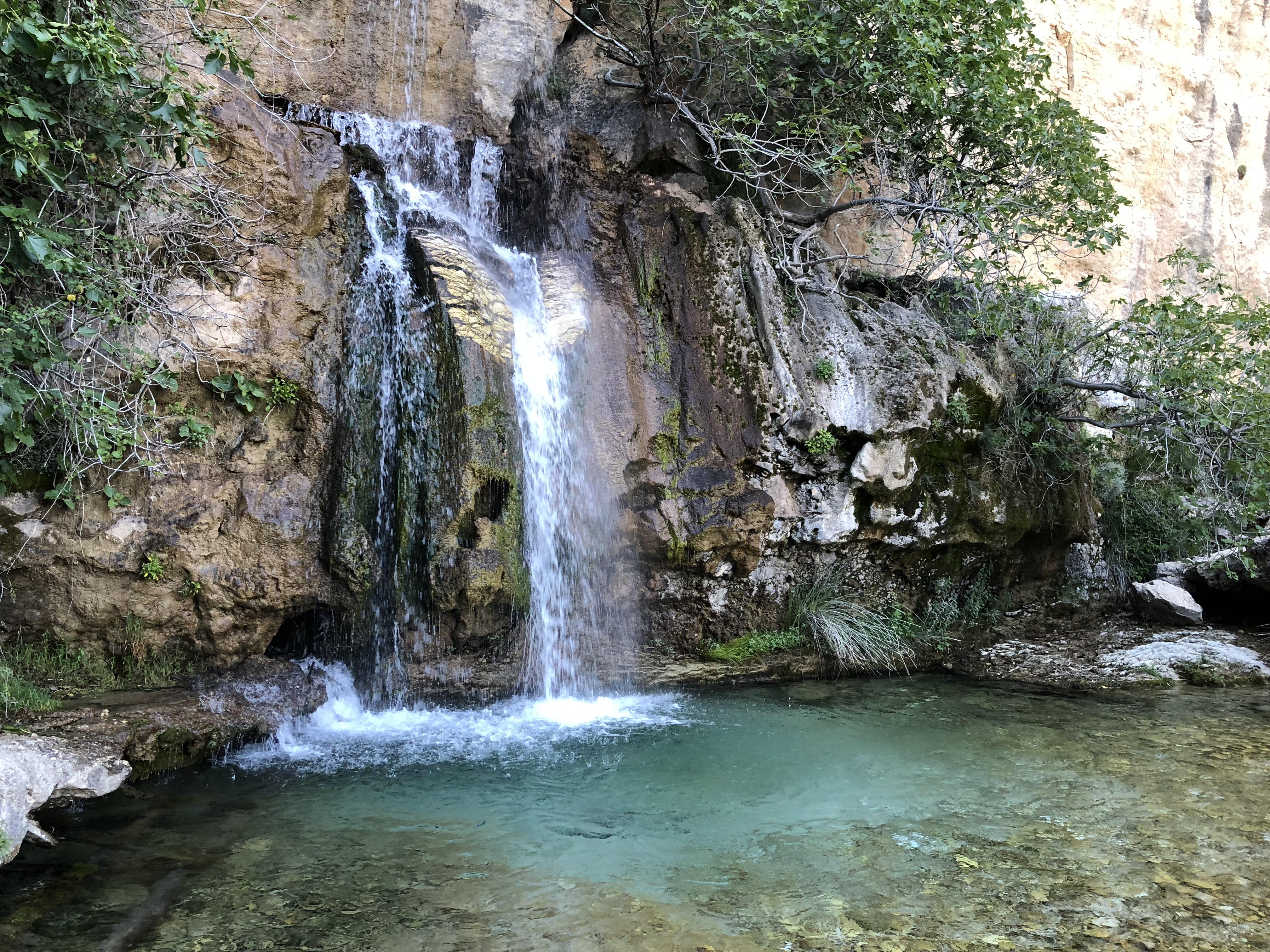
Cascada de la magdalena río Castril.

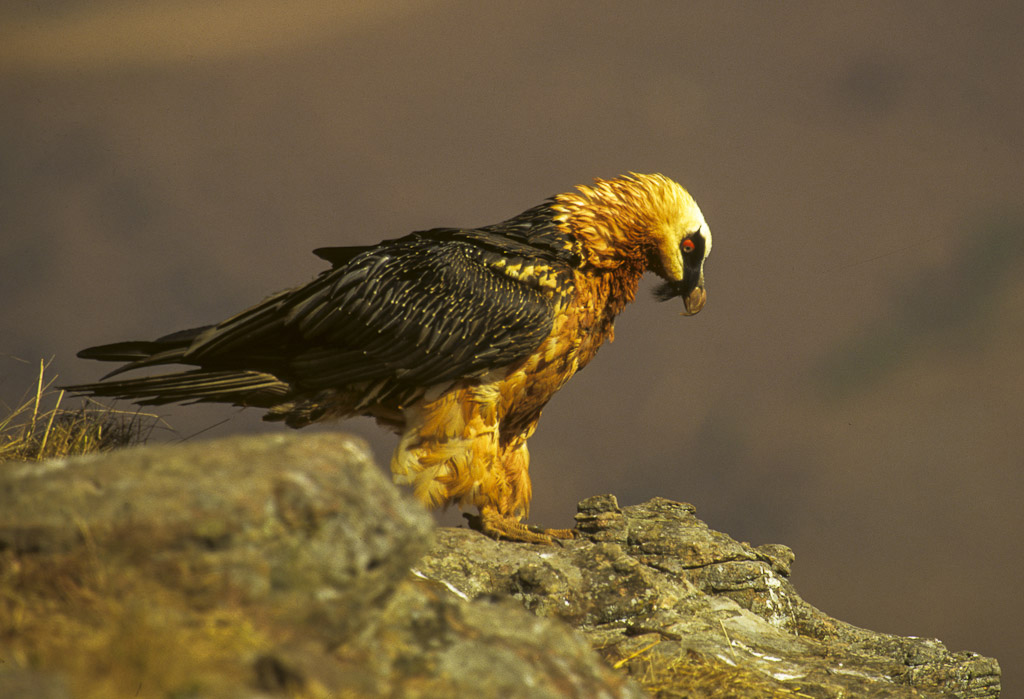
Quebrantahuesos en la Sierra de castril

En cuanto a su vegetación, en los puntos más elevados del parque puede encontrarse pino salgareño y a su alrededor sabinas, enebros, quejigos y arces. El encinar (Quercus rotundifolia), en otras épocas muy extendido por la región, no es tan importante debido a la presión humana. Entre mezclado con los encinares existen arces (Acer granatense y Acer monspessulanum), cerezos (Prunus mahaleb) y serbales (Sorbus aria).
Aparte de estos bosques existen repoblaciones de pino carrasco, y pino resinero.

## Fauna

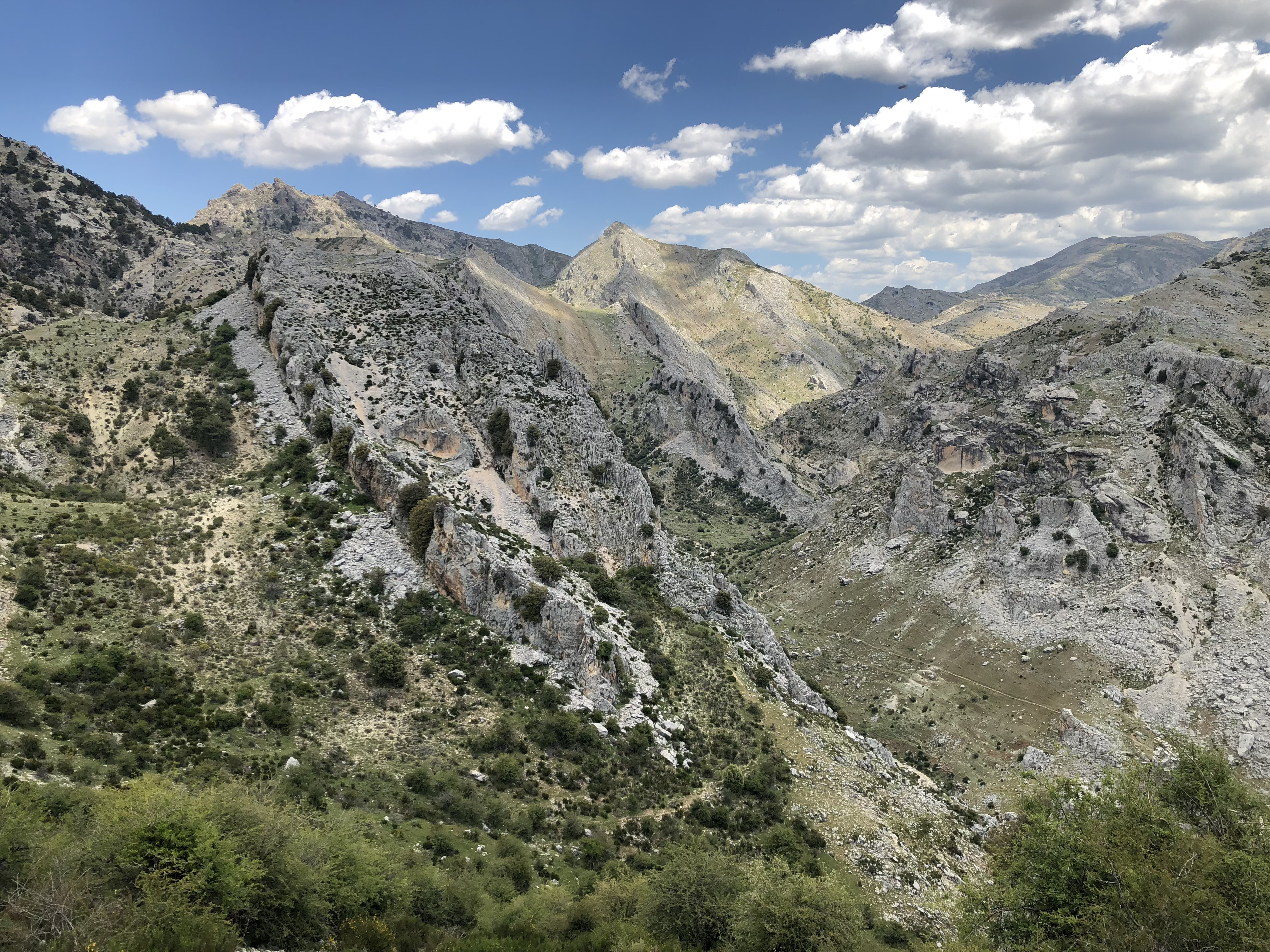
Relieve kárstico en la Sierra de Castril.

Su fauna es también muy abundante, con especies únicas en la península ibérica como son ciertas mariposas y el musgaño de Cabrera, un mamífero con aspecto de ratón, muy difícil de ver. Los bosques de ribera son muy interesantes dado su alto nivel de conservación, en ellos existen poblaciones de nutria y una variedad muy pura desde el punto de vista genético de trucha común. 
En cuanto a los mamíferos, está presente la cabra montés, el ciervo, el gamo o el muflón. Más frecuentes son los comadreja (Mustela nivalis), garduña (Martes foina), gato montés (Felis sylvestris) y el zorro (Vulpes vulpes).
En sus paredes anidan rapaces como el buitre leonado, el águila real, el halcón peregrino y el alimoche, además, en 2020 se introdujo el quebrantahuesos.

## Referencias

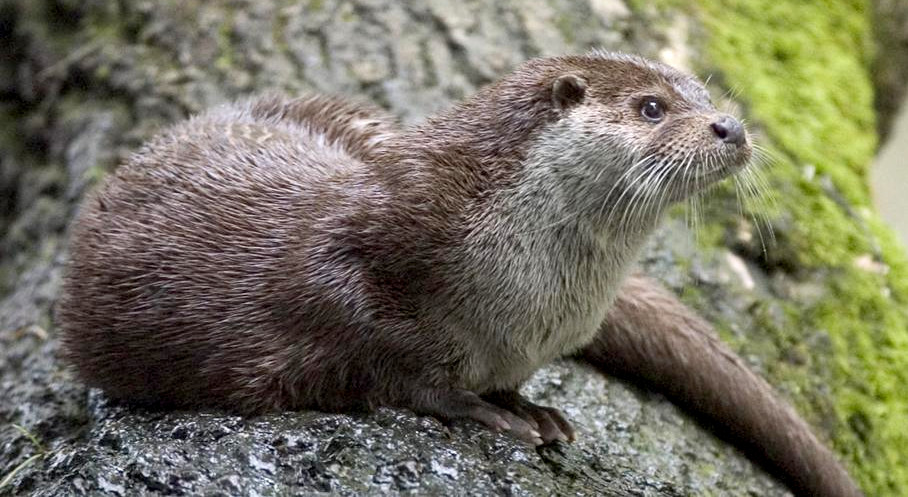
Nutria en la Sierra de Castril